# لی گرینوود
لی گرینوود (انگلیسی: Lee Greenwood؛ زادهٔ ۲۷ اکتبر ۱۹۴۲) یک موسیقی‌دان اهل ایالات متحده آمریکا است. وی از سال ۱۹۶۲ میلادی تاکنون مشغول فعالیت بوده‌است.